# Formule van Riemann-Hurwitz
In de Riemann-meetkunde en de algebraïsche topologie, beide deelgebieden van de wiskunde, beschrijft de formule van Riemann-Hurwitz, vernoemd naar Bernhard Riemann en Adolf Hurwitz, de relatie van de Euler-karakteristieken van twee oppervlakken, wanneer een van deze oppervlakken een vertakte overdekking van de ander is. De stelling legt in dit geval een verband tussen de vertakkingstheorie en de algebraïsche topologie. Het is een prototyperesultaat voor vele anderen en wordt vaak toegepast in de theorie van de Riemann-oppervlakken (hier vindt de stelling haar oorsprong) en de algebraïsche krommen.